# ムスタファ・シャドリ
ムスタファ・シャドリ（Mustapha Chadili、1973年2月14日 - ）は、モロッコの元サッカー選手。元モロッコ代表。ポジションはゴールキーパー。

## 来歴
モロッコ代表での出場経験は無かったが、1998年6月のFIFAワールドカップのメンバーに選ばれたた。
1998年9月に親善試合で代表デビュー、同年3試合に出場した。

## 代表歴

### 出場大会
- モロッコ代表
  - 1998 FIFAワールドカップ

### 試合数
- 国際Aマッチ 3試合 0得点（1998年）[1]

| モロッコ代表 | 国際Aマッチ | 国際Aマッチ |
| 年           | 出場        | 得点        |
| ------------ | ----------- | ----------- |
| 1998         | 3           | 0           |
| 通算         | 3           | 0           |